# John Moody
John David Moody (* 21. Februar 1983 in Whangārei) ist ein neuseeländischer Badmintonspieler.

## Karriere
John Moody nahm 2008 im Herreneinzel an Olympia teil. Er verlor dabei nach einem Freilos zum Auftakt in der Folgerunde und wurde somit 17. in der Endabrechnung. 2002 und 2004 gewann er die Fiji International, 2007 die Australian Open und 2008 die Ozeanienmeisterschaft.

## Sportliche Erfolge
| Saison | Veranstaltung                  | Disziplin    | Platz | Name                           |
| ------ | ------------------------------ | ------------ | ----- | ------------------------------ |
| 2000   | Auckland International         | Mixed        | 3     | John Moody / Gabriel Shirley   |
| 2001   | Auckland International         | Mixed        | 3     | John Moody / Lianne Shirley    |
| 2002   | Fiji International             | Herreneinzel | 1     | John Moody                     |
| 2002   | Auckland International         | Herreneinzel | 3     | John Moody                     |
| 2004   | Fiji International             | Mixed        | 1     | John Moody / Lynne Scutt       |
| 2004   | Fiji International             | Herrendoppel | 1     | John Moody / Mark Robertson    |
| 2004   | Fiji International             | Herreneinzel | 1     | John Moody                     |
| 2004   | Auckland International         | Herreneinzel | 3     | John Moody                     |
| 2006   | Ozeanienmeisterschaft          | Herreneinzel | 2     | John Moody                     |
| 2007   | Australian Open                | Herreneinzel | 1     | John Moody                     |
| 2007   | New Zealand Open               | Herrendoppel | 3     | John Moody / Chan Yun Lung     |
| 2007   | North Shore City International | Herrendoppel | 1     | John Moody / Alan Chan         |
| 2008   | Ozeanienmeisterschaft          | Herreneinzel | 1     | John Moody                     |
| 2008   | Olympia                        | Herreneinzel | 17    | John Moody                     |
| 2008   | New Zealand Open               | Mixed        | 3     | John Moody / Kate Wilson-Smith |
| 2008   | North Shore City International | Herreneinzel | 1     | John Moody                     |